# Ressen (Neu-Seeland)
Ressen, niedersorbisch Rašyn, ist ein Ort im südbrandenburgischen Landkreis Oberspreewald-Lausitz. Der Ort ist Teil der Gemeinde Neu-Seeland, die zum Amt Altdöbern gehört und zählt zum amtlichen Siedlungsgebiet der Sorben/Wenden.

## Geografie
Ressen liegt in der Niederlausitz. Der Ort ist der nördliche Teil der Gemeinde Neu-Seeland. Im Osten und Südosten grenzt der Ort an Neupetershain. Im Norden liegt der Ortsteil Greifenhain der Stadt Drebkau und im Nordwesten der Ortsteil Pritzen des Ortes Altdöbern. Im Westen und Südwesten schließen sich die Gemeindeteile von Neu-Seeland Lubochow und Bahnsdorf an.

## Geschichte
Die erste urkundliche Erwähnung Ressens stammt aus dem Jahre 1582 mit dem heute bekannten Namen.
Die Dorfkirche stammt aus dem 15. Jahrhundert, sie ist in die Landesdenkmalliste des Landes Brandenburg aufgenommen. In Ressen gab es sechs Teiche. Durch die um den Ort aufgeschlossenen Tagebaue und dem damit verbundenen Absinken des Grundwasserspiegels sind jedoch fünf Teiche ausgetrocknet.
Ursprünglich sprach die Ressener Bevölkerung niedersorbisch (wendisch). Der allmähliche Sprachwechsel zum Deutschen vollzog sich im 19. Jahrhundert. 1884 zählte Arnošt Muka unter 159 Einwohnern noch 40 Sorben (25 %).
Bis zum Jahr 1816 gehörte Ressen zum brandenburgisch-preußischen Cottbusischen Kreis, dann von 1816 bis 1950 zum Landkreis Calau, der 1950 in Landkreis Senftenberg umbenannt wurde. In der Kreisreform von 1952 kam Ressen zum neu zugeschnittenen Kreis Calau.
Im Zuge der brandenburgischen Gemeindegebietsreform kam es zum 1. Februar 2002 zur Bildung der Gemeinde Neu-Seeland aus den Gemeinden Lindchen, Lubochow und Bahnsdorf sowie Ressen.

## Einwohnerentwicklung
| Einwohnerentwicklung in Ressen von 1875 bis 2001 | Einwohnerentwicklung in Ressen von 1875 bis 2001 | Einwohnerentwicklung in Ressen von 1875 bis 2001 | Einwohnerentwicklung in Ressen von 1875 bis 2001 | Einwohnerentwicklung in Ressen von 1875 bis 2001 | Einwohnerentwicklung in Ressen von 1875 bis 2001 | Einwohnerentwicklung in Ressen von 1875 bis 2001 | Einwohnerentwicklung in Ressen von 1875 bis 2001 |
| Jahr                                             | Einwohner                                        | Jahr                                             | Einwohner                                        | Jahr                                             | Einwohner                                        | Jahr                                             | Einwohner                                        |
| ------------------------------------------------ | ------------------------------------------------ | ------------------------------------------------ | ------------------------------------------------ | ------------------------------------------------ | ------------------------------------------------ | ------------------------------------------------ | ------------------------------------------------ |
| 1875                                             | 165                                              | 1890                                             | 147                                              | 1910                                             | 187                                              | 1925                                             | 186                                              |
| 1933                                             | 173                                              | 1939                                             | 165                                              | 1946                                             | 215                                              | 1950                                             | 211                                              |
| 1964                                             | 189                                              | 1971                                             | 239                                              | 1981                                             | 206                                              | 1985                                             | 189                                              |
| 1989                                             | 175                                              | 1990                                             | 174                                              | 1991                                             | 167                                              | 1992                                             | 168                                              |
| 1993                                             | 172                                              | 1994                                             | 162                                              | 1995                                             | 160                                              | 1996                                             | 153                                              |
| 1997                                             | 151                                              | 1998                                             | 162                                              | 1999                                             | 162                                              | 2000                                             | 157                                              |
| 2001                                             | 153                                              |                                                  |                                                  |                                                  |                                                  |                                                  |                                                  |

## Kultur und Sehenswürdigkeiten
- Die Dorfkirche Ressen ist eine Saalkirche, die vermutlich im 15. Jahrhundert unter Einbezug eines Vorgängerbaus entstand. Das Bauwerk wurde 1713 umgebaut. Dabei wurden die Fenster „barock“ vergrößert und ein zweigeschossiger Logenanbau errichtet. Im Innenraum steht unter anderem ein Kanzelaltar aus dem Jahr 1713.